# 約束の葡萄畑 あるワイン醸造家の物語
『約束の葡萄畑 あるワイン醸造家の物語』（英: A Heavenly Vintage, 仏: The Vintner's Luck）は、2009年の映画。

## 概要
フランスとニュージーランドの合作で作られた。ワイン醸造家のワイン造りをテーマに扱った歴史ファンタジー映画である。なお、舞台はフランスのブルゴーニュで、主演のジェレミー・レニエはベルギー出身のフランス語圏での出演がメインだが、同作品は英語で製作されており、レニエは初めての英語主演作品となる。ワイン醸造家とワイン造りを中心にたフランス革命前夜の19世紀(映画舞台の設定は1808年から始まる)を取り扱った映画である。原作はニュージーランドのエリザベス・ノックス(en:Elizabeth Knox)、監督はニュージーランドのニキ・カーロ。日本での配給は2010年に東北新社が行った。

## プロット
ワイン醸造家として、生きていたソブランは、畑を持ち「誰も味わった事がない」自らのワインを作る事を夢見ていた。天使ザスのお告げを受けて、育たないとされてきた尾根にブドウの木を植えたソブランは、努力・汗・土・情熱をかけて不可能と言われた尾根でのブドウ栽培を成し遂げ、ワイン造りに成功する。試飲に成功しチャンスを手にしたソブランだったが、有頂天の最中、天使に「それは違う」と否定の言葉を告げられる。ブドウの木は病気にかかり、全てを失ったソブランは、ワイン造りについて自問する事になる

## キャスト
- ソブラン・ジョドー - 演ジェレミー・レニエ
- 天使ザス - 演ギャスパー・ウリエル
- 妻セレスト - 演ケイシャ・キャッスル＝ヒューズ
- オーロラ・ド・ヴァルデー男爵婦人(伯爵の姪) - 演ヴェラ・ファーミガ
- ヴリー伯爵 - 演パトリス・ヴァロタ(en:Patrice Valota)
- レジー神父 - 演エリック・ゴードン

## スタッフ
- 監督 ニキ・カーロ
- 原作 エリザベス・ノックス「The Vintner's Luck」
- 脚本：ニキ・カーロ、ジョーン・シェッケル